# Slovenska lipa
Slovenska lipa (česky: slovinská lípa) byla v letech 1989 až 1991 neoficiální slovinská měna. Přípravy projektu „měny bez inflace“ byly zahájeny v květnu 1989 a hlavní postavou projektu byl dr. Bogdan Oblak Hamurabi. Po osamostatnění Slovinska byla vytvořena nová měna – tolar, což znamenalo pro projekt konec.

## Vývoj měny, bankovky a mince
V průběhu roku 1989 přerostla inflace v Jugoslávii do hyperinflace. V reakci na to připravil dr. Bogdan Oblak Hamurabi návrh zavedení účetní jednotky nazvané slovenska lipa. Projekt zavedení jednotky byl zahájen 15. května 1989, kdy Hamurabi spolu s několika privátními subjekty, jež později společně založily společnost Lipa Holding, přijalo rezoluci o nové slovinské měně. V září 1989 pak vydal časopis Mladina článek Lipa – nová měnová jednotka. Práce na projektu ustaly v průběhu prosince 1989 v souvislosti s aplikací protiinflačního programu svazové výkonné rady (vlády) Anteho Markoviće, v březnu 1990 však byly práce na projektu obnoveny.
Slovenska lipa byla kryta majetkem společnosti Lipa Holding, která od března 1990 emitovala papírová platidla, ale také mincemi jugoslávské měny, neboť hodnota kovu v nich obsažených převyšovala jejich nominál. Podle údaje na papírových platidlech byla měna kryta zlatem a jinými hodnotami. K 23. květnu 1990 odpovídala jedna slovinská lipa 49,02 jugoslávských dinárů.
Bylo počítáno s vydáním bankovek v hodnotě ½ lipy s vyobrazením Antona Janši, jednolipové bankovky s vyobrazením Primože Trubara, na dvoulipové bankovce měl být Jacobus Gallus, na pětilipové Janez Vajkard Valvasor, na desetilipové Jurij Vega, na dvacetilipové bankovce měl být Anton Martin Slomšek, na padesátilipové architekt Jože Plečnik a na stolipové bankovce básník France Prešeren. Do oběhu se však nakonec 31. března 1990 dostala jen bankovka v hodnotě jedné lipy s vyobrazením France Prešerena na lícní straně a vyobrazením nikdy nerealizované budovy slovinského parlamentu od Jože Plečnika a knížecím kamenem na rubové straně.
V červenci 1990 se rozhodla Lipa Holding vydat i dvě mince: zlatou minci v hodnotě 50 lip v nákladu 300 kusů a stříbrnou minci v hodnotě 1 lipy v nákladu 8 tisíc kusů. Autorem podoby obou mincí, jimž dominovala silueta France Prešerena, byl Stane Dremelj. V roce 1991 pak byl z pokynu Oblaka Hamurabiho, jenž zamýšlel opatřit slovinské oběžné mince, ve společnosti Zlatarna Celje upraven neznámý objem jugoslávských mincí v nominální hodnotě 10 par, na něž byla gravírováním uvedena hodnota dvě tisíciny lipy. V letech 1991 až 1992 pak byly vyraženy další mince v hodnotě 0,02; 0,05; 0,10 a 0,20 lipy.
Konec projektu v zásadě nastal na podzim 1991 po osamostatnění Slovinska, kdy bylo rozhodnuto o zřízení nové, oficiální, měny – tolaru. Ještě v lednu 1991 při průzkumu veřejného mínění 49,1 % dotázaných uvedlo, že by se slovinská měna měla jmenovat lipa, pro tolar se vyslovilo pouhých 2,9 % dotázaných.